# Pyramidobela
Pyramidobela é um gênero de traça pertencente à família Agonoxenidae.